# Aarbergen
Aarbergen är en kommun och ort i Rheingau-Taunus-Kreis i Regierungsbezirk Darmstadt i förbundslandet Hessen i Tyskland.  Aarbergen har cirka 6 000 invånare. Kommunen bildades 31 december 1970 genom en sammanslagning av de tidigare kommunerna Daisbach, Hausen über Aar, Kettenbach, Michelbach, Panrod och Rückershausen.